# Paljärvi
Paljärvi är en sjö i kommunen Asikkala i landskapet Päijänne-Tavastland i Finland. Sjön ligger 82,6 meter över havet. Arean är 67 hektar och strandlinjen är 6,05 kilometer lång. Sjön  ingår i Kymmene älvs huvudavrinningsområde.   Den ligger omkring 27 km norr om Lahtis och omkring 130 km norr om Helsingfors. 